# Volvo Golf Champions
O Volvo Golf Champions foi um torneio masculino de golfe no PGA European Tour, disputado em 72 buracos. Após o torneio de abertura no Reino de Bahrain em 2011, a edição de 2012 foi transferida para o hemisfério sul ao Fancourt Golf Resort, na África do Sul. Em 2013 e 2014, foi disputado no Durban Country Club, em Durban, África do Sul. O torneio foi um evento único de estilo "Torneio dos Campeões" que presenciou os vencedores do European Tour competirem junto com os principais amadores no primeiro dia do torneio. O torneio foi criado pela empresa sueca Volvo, junto com IMG, em cooperação com o European Tour Tournament Committee.

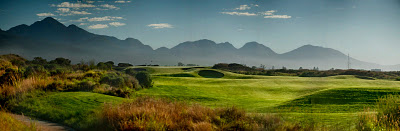
Fancourt Links, 2012

## Campeões
| Ano  | Campeão              | País          | Local                                | Pontuação | Par | Margem   | Vice-campeão(ões)                 | Ref   |
| ---- | -------------------- | ------------- | ------------------------------------ | --------- | --- | -------- | --------------------------------- | ----- |
| 2014 | Louis Oosthuizen (2) | África do Sul | Durban Country Club, África do Sul   | 276       | −12 | 1 tacada | Branden Grace                     |       |
| 2013 | Louis Oosthuizen     | África do Sul | Durban Country Club, África do Sul   | 272       | −16 | 1 tacada | Scott Jamieson                    | [ 1 ] |
| 2012 | Branden Grace        | África do Sul | The Links de Fancourt, África do Sul | 280       | −12 | Playoff  | Ernie Els Retief Goosen           | [ 2 ] |
| 2011 | Paul Casey           | Inglaterra    | The Royal Golf Club, Bahrain         | 268       | −20 | 1 tacada | Peter Hanson Miguel Ángel Jiménez | [ 3 ] |